# Ikumi Nakamura
Ikumi Nakamura (japanisch: 中村 育美, Hepburn: Nakamura Ikumi) ist eine japanische Videospielkünstlerin und Regisseurin. Sie ist am besten bekannt für ihre Arbeit bei Tango Gameworks als Künstlerin bei The Evil Within (2014) und The Evil Within 2 (2017) und als Creative Director für Ghostwire: Tokyo, bevor sie das Unternehmen mitten in der Entwicklung verließ. Außerdem hat sie bei Clover Studio die Grafiken für Ōkami (2006) und bei PlatinumGames für Bayonetta (2009) gezeichnet. Jetzt leitet sie ihr eigenes unabhängiges Spielestudio, Unseen.

## Leben
Ikumi Nakamura genoss als Kind zusammen mit ihrem Vater Horror-Medien. Sie sahen sich gemeinsam Horrorfilme an und spielten gerne die Serien Resident Evil und Devil May Cry, die beide von Capcom produziert wurden. Sie entwickelte eine Wertschätzung für das Studio und träumte davon, dort zu arbeiten, als sie älter war. Während ihres Studiums an der Universität kam ihr Vater bei einem Motorradunfall ums Leben. Sein Tod bestärkte sie in ihrem Wunsch, bei Capcom zu arbeiten. Sie besuchte eine Kunstschule in Tokio und studierte später Game Design an der Amusement Media Academy.
Nakamura lebt in Tokio. 2020 bekam sie ein Kind.

## Karriere

### Capcom
Nachdem sie sich zweimal beworben hatte, wurde Nakamura 2004 von Capcom angestellt. Sie trat dem internen Entwicklungsteam Clover Studio bei und schuf die Hintergrundgrafiken für Ōkami (2006).

### PlatinumGames
Nakamura folgte ihren Capcom-Kollegen, als diese das Studio verließen und PlatinumGames gründeten. Zu Beginn ihrer Tätigkeit für das Studio schlug sie eine Idee für ein Nintendo-DS-Spiel vor. Nachdem Nintendo kein Interesse an dem Projekt gezeigt hatte, wurde es abgebrochen. Sie diente als Konzeptkünstlerin für Bayonetta (2009) und arbeitete kurz als Art Director an Scalebound, bevor sie das Unternehmen verließ.

### Tango Gameworks
Im Jahr 2010 verließ Nakamura PlatinumGames, um sich Shinji Mikamis neuem Studio Tango Gameworks anzuschließen. Sie diente als Künstlerin für The Evil Within (2014) und The Evil Within 2 (2017) sowie als Creative Director für Ghostwire: Tokyo. Ihre Präsentation zur Vorstellung des Spiels auf der E3 2019 wurde weithin als Highlight der Pressekonferenz von Bethesda Softworks, der Muttergesellschaft von Tango Gameworks, gefeiert. Aufgrund ihres schlechten Gesundheitszustands verließ Nakamura das Projekt und das Unternehmen jedoch mitten in der Entwicklung im Jahr 2019. Der Stress der Entwickler-Publisher-Politik und die ultimative Kontrolle des Publishers über Ghostwire: Tokyo führten dazu, dass sie nicht mehr schlafen konnte und mit täglichen Albträumen zu kämpfen hatte.

### Unseen
Nachdem sie Tango Gameworks verlassen hatte, arbeitete Nakamura als Beraterin und Freiberuflerin. Im März 2021 gab sie bekannt, dass sie ein neues kleines unabhängiges Spielestudio gegründet hatte. Das Studio, Unseen, wurde im folgenden Jahr offiziell vorgestellt. Nakamura äußerte die Absicht, mit Unseen neue geistige Eigentumsrechte (IPs) zu schaffen, die in verschiedenen Unterhaltungsmedien eingesetzt werden können. Sie äußerte auch den Wunsch, weiterhin an Spielen aus den Bereichen Mystery, Horror, Science-Fiction und Übernatürliches zu arbeiten.

## Arbeiten
| Jahr | Spiele            | Studio          |
| ---- | ----------------- | --------------- |
| 2006 | Ōkami             | Clover Studio   |
| 2009 | Bayonetta         | PlatinumGames   |
| 2014 | The Evil Within   | Tango Gameworks |
| 2017 | The Evil Within 2 | Tango Gameworks |
| 2022 | Ghostwire: Tokyo  | Tango Gameworks |
| 2022 | Gungrave G.O.R.E. | Iggymob         |